# Cabezamesada
Cabezamesada település Spanyolországban, Toledo tartományban. Cabezamesada Villamayor de Santiago, Corral de Almaguer, Santa Cruz de la Zarza és Horcajo de Santiago községekkel határos. Lakosainak száma 332 fő (2024).

## Népesség
A település népessége az utóbbi években az alábbiak szerint változott:
| Lakosok száma | 494  | 489  | 469  | 494  | 490  | 403  | 360  | 346  | 319  | 332  |
|               | 2001 | 2004 | 2007 | 2009 | 2012 | 2014 | 2017 | 2019 | 2022 | 2024 |